# Vince Gilligan

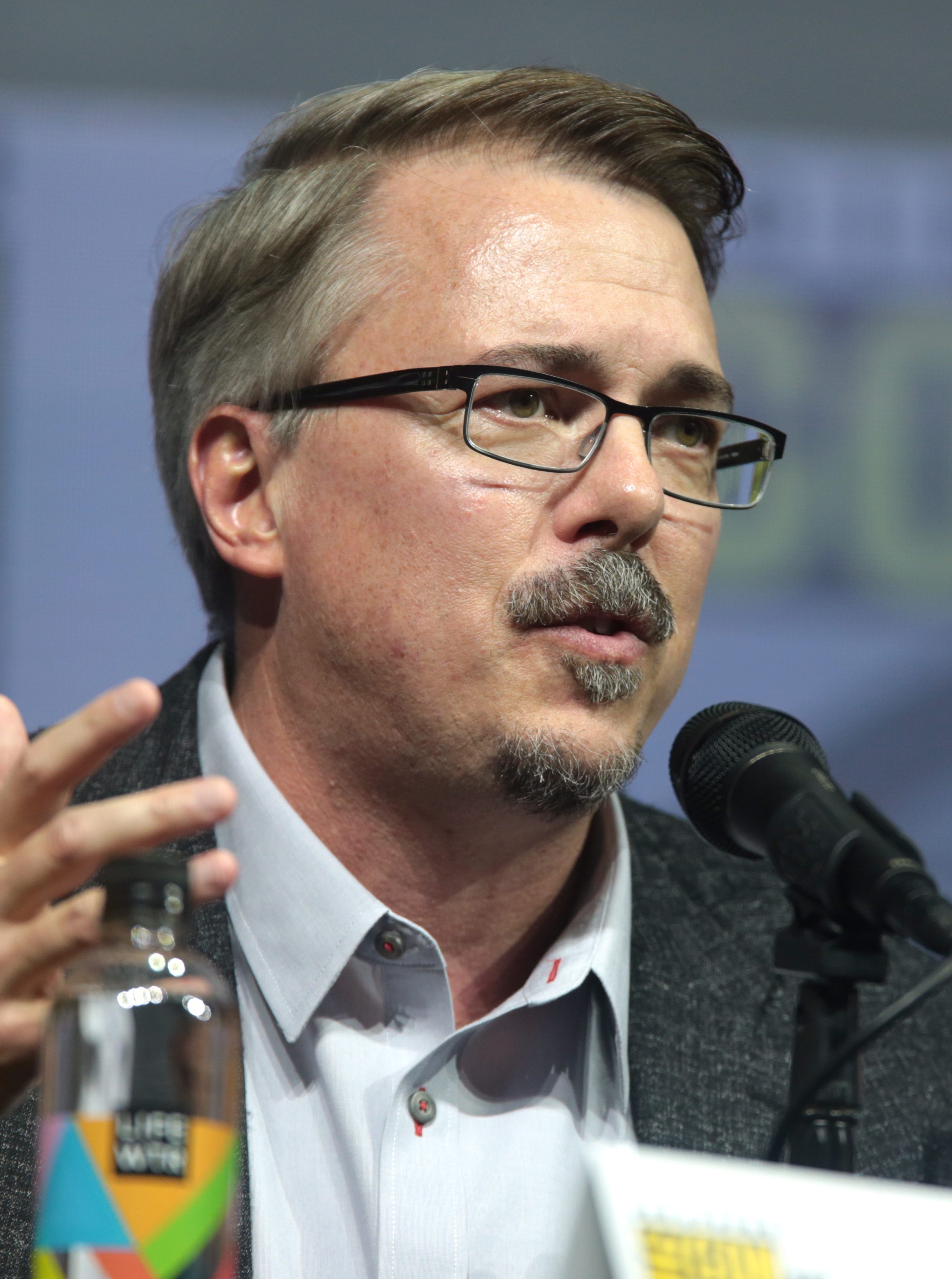
Vince Gilligan auf der Comic-Con in San Diego (2018)

George Vincent „Vince“ Gilligan junior (* 10. Februar 1967 in Richmond, Virginia) ist ein US-amerikanischer Drehbuchautor, Fernsehproduzent und Regisseur. Bekannt wurde er als Showrunner der vielfach ausgezeichneten Fernsehserie Breaking Bad (2008–2013) und deren Spin-off Better Call Saul (2015–2022).

## Leben

### Frühe Jahre
Vince Gilligan wurde am 10. Februar 1967 im MCV Hospital in Richmond, Virginia geboren. Seine Mutter, Gail Gilligan, geb. Lambert, unterrichtete als Grundschullehrerin Lesen und war Reading Specialist an mehreren Schulen, vorrangig in Farmville. Gilligans Vater, George Gilligan senior, war als Schadenssachverständiger für verschiedene Versicherungen tätig.
Vince Gilligan lebte zunächst etwa drei Jahre in Richmond, bis die Familie aufgrund der Arbeit des Vaters nach Farmville zog, wo Gilligan gemeinsam mit seinem vier Jahre jüngeren Bruder Patrick Gilligan aufwuchs. Gilligan war als Kind frühbegabt, so konnte er bereits mit zwei Jahren in klaren, kompletten Sätzen sprechen. In der Nähe Farmvilles besuchte er die Cumberland Elementary School. 1974 ließen sich Gilligans Eltern scheiden, er und sein Bruder lebten daraufhin bei ihrer Mutter. Bereits an der Longwood University’s J.P. Winn Campus School in Farmville, an der seine Mutter unterrichtete, entwickelte er ein großes Interesse an Film und Fernsehen und den Wunsch, im Filmbusiness zu arbeiten. Gilligans Kunstlehrerin Jackie Wall, die Mutter seines besten Freundes Angus Wall, lieh den beiden eine Super-8-Kamera und ermutigte sie, sich filmisch auszudrücken. Während seiner High-School-Zeit zog Gilligans Familie nach Chesterfield County. Gilligan besuchte von 1981 bis 1982 die High School Interlochen Arts Academy, ein Kunstinternat in Michigan, in dem Gilligan Metallschmieden und Bildende Kunst lernte. Da das Geld knapp war, konnte er diese High School nur ein Jahr besuchen. Bis 1985 besuchte er daraufhin die L. C. Bird High School. Seine Eltern, die mittlerweile im Ruhestand sind, leben noch heute in dieser Gegend.

### Karriere
Gilligan studierte an der Filmschule der New York University, der Tisch School of the Arts, und erhielt den Bachelor of Fine Arts mit Abschluss in Filmproduktion. Während des Studiums schrieb er das Drehbuch des Filmes Verliebt in Sally, für das er kurz nach Abschluss des Studiums 1989 den Virginia Governor’s Screenwriting Award erhielt. Neun Jahre später wurde dieser Film mit Drew Barrymore und Luke Wilson verfilmt. Bei dieser Preisverleihung wurde der Filmproduzent und Oscargewinner Mark Johnson, der in der Jury saß, auf Gilligan aufmerksam. Johnson wurde für Gilligan zu einer Art Mentor, von 2008 bis 2013 produzierten die beiden die Serie Breaking Bad.
Im Jahr 1993 wurde erstmals ein Film veröffentlicht, für den Gilligan das Drehbuch schrieb: die Komödie Die Sache mit dem Feuer mit Debra Winger und Dennis Quaid in den Hauptrollen.
1994 schrieb Gilligan ein Freelance-Drehbuch für die auf Fox ausgestrahlte Mysteryserie Akte X. Sechs Monate später wurde er Stabautor der Serie und verfasste für insgesamt 29 Episoden das Drehbuch. Ab der dritten Staffel (1995–1996) wurde Gilligan bei Akte X als Kreativer Berater geführt. In der vierten Staffel von Akte X war Gilligan Koproduzent (1996–1997), in der fünften Staffel Überwachender Produzent (1997–1998), in der sechsten und siebten Staffel Geschäftsführender Koproduzent (1998–2000) und in der achten und neunten Staffel Geschäftsführender Produzent (2000–2002). Bei zwei Episoden der Serie führte er zudem Regie. Insgesamt war er von 1995 bis 2002 an mehr als 140 Episoden der Serie Akte X beteiligt. Als Gilligan 1997 Produzent für Akte X wurde, unterschrieb er einen mehrjährigen Vertrag mit Fox, um neue Fernsehserien für die Filmproduktionsgesellschaft Ten Thirteen von Chris Carter, dem Erfinder von Akte X, zu entwickeln. Aus diesem Grund arbeitete er als Beratender Produzent an Carters Harsh Realm und entwickelte mit Carter, John Shiban und Frank Spotnitz eine 13 Episoden lange Spin-off-Serie zu Akte X, die 2001 unter dem Titel The Lone Gunmen produziert wurde. Gilligan wurde Geschäftsführender Produzent und schrieb für drei Folgen dieser Serie das Drehbuch. 2003 erschien die Serie in Deutschland unter dem Titel Die einsamen Schützen.
2006 schrieb Gilligan unter anderem mit Wes Craven das Drehbuch für den Film Pulse – Du bist tot, bevor Du stirbst. Im Jahr 2007 schrieb er das 1996 von Vincent Ngo geschriebene Drehbuch zu dem Film Hancock um. Der Film mit Will Smith in der Hauptrolle war mit Einnahmen in Höhe von 620 Millionen US-Dollar bei einem Budget von 160 Millionen US-Dollar ein beachtlicher finanzieller Erfolg. Des Weiteren war Gilligan 2007 Geschäftsführender Produzent und Drehbuchautor für den Serienpiloten A.M.P.E.D. Die Serie wurde jedoch nie bestellt und der Pilot daher nicht veröffentlicht.

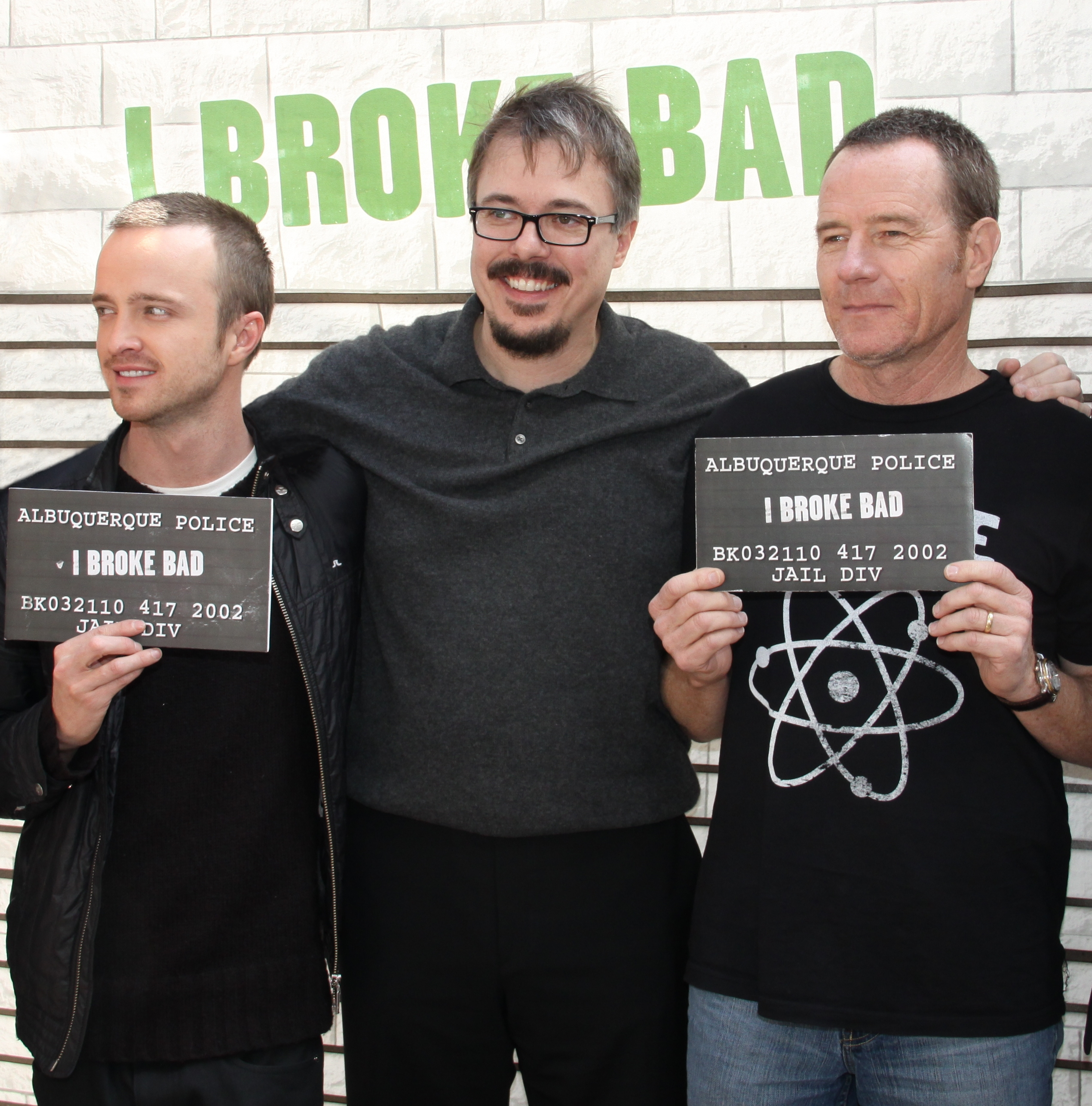
Aaron Paul, Vince Gilligan und Bryan Cranston (2010)

Von 2008 bis 2013 erschien beim Kabelsender AMC die viel gelobte Dramaserie Breaking Bad. Gilligan ist sowohl der Erfinder als auch der Executive Producer der Serie und fungiert darüber hinaus als Showrunner. Für die erste Staffel wurden ursprünglich neun Folgen bestellt, aufgrund des Drehbuchautorenstreiks von 2008/2009 jedoch nur sieben Folgen produziert. Die drei folgenden Staffeln bestehen aus je 13 Folgen. Die fünfte Staffel mit 16 Folgen, die den Abschluss der Serie bildet, wurde über zwei Jahre mit jeweils acht Folgen pro Jahr produziert und ausgestrahlt. Die Grundgeschichte der Folgen arbeitete Gilligan im Team mit mehreren Drehbuchautoren aus. Gilligan schrieb die Drehbücher von 13 Folgen, darunter die Pilotfolge und jedes Staffelfinale. Zudem führte er Regie bei der Pilotfolge und vier weiteren Folgen. Die Serie wurde mit diversen Preisen ausgezeichnet, unter anderem 2014 mit einem Emmy als Beste Dramaserie.
Die Breaking-Bad-Spin-off-Serie Better Call Saul mit Bob Odenkirk in der Hauptrolle lief von 2015 bis 2022.
Sein nächstes Projekt ist eine Dramaserie für Apple TV+ mit Rhea Seehorn als Hauptdarstellerin.
Gilligan lebt mit seiner langjährigen Lebensgefährtin Holly Rice in Los Angeles.

## Filmografie
- 1993: Die Sache mit dem Feuer (Wilder Napalm) – Drehbuchautor
- 1995–2002: Akte X – Die unheimlichen Fälle des FBI (The X-Files, Fernsehserie, 143 Folgen) – Produzent, Drehbuchautor, Kreativer Berater, Regisseur
- 1998: Verliebt in Sally (Home Fries) – Drehbuchautor
- 1999–2000: Virtual Reality – Kampf ums Überleben (Harsh Realm, Fernsehserie, 8 Folgen) – Produzent
- 2001: Die einsamen Schützen (The Lone Gunmen, Fernsehserie, 13 Folgen) – Produzent, Drehbuchautor
- 2002: Robbery Homicide Division (Fernsehserie, 3 Folgen) – Drehbuchautor
- 2006: Pulse – Du bist tot, bevor Du stirbst (Pulse) – Drehbuchautor
- 2006: Night Stalker (Fernsehserie, 1 Folge) – Drehbuchautor
- 2008: Hancock – Drehbuchautor
- 2008–2013: Breaking Bad (Fernsehserie, 62 Folgen) – Produzent, Drehbuchautor, Regisseur
- 2015: Battle Creek (Fernsehserie) – Drehbuchautor
- 2015–2022: Better Call Saul (Fernsehserie) – Produzent, Drehbuchautor, Regisseur
- 2019: El Camino: Ein „Breaking Bad“-Film (El Camino: A Breaking Bad Movie) – Produzent, Drehbuchautor, Regisseur

## Auszeichnungen

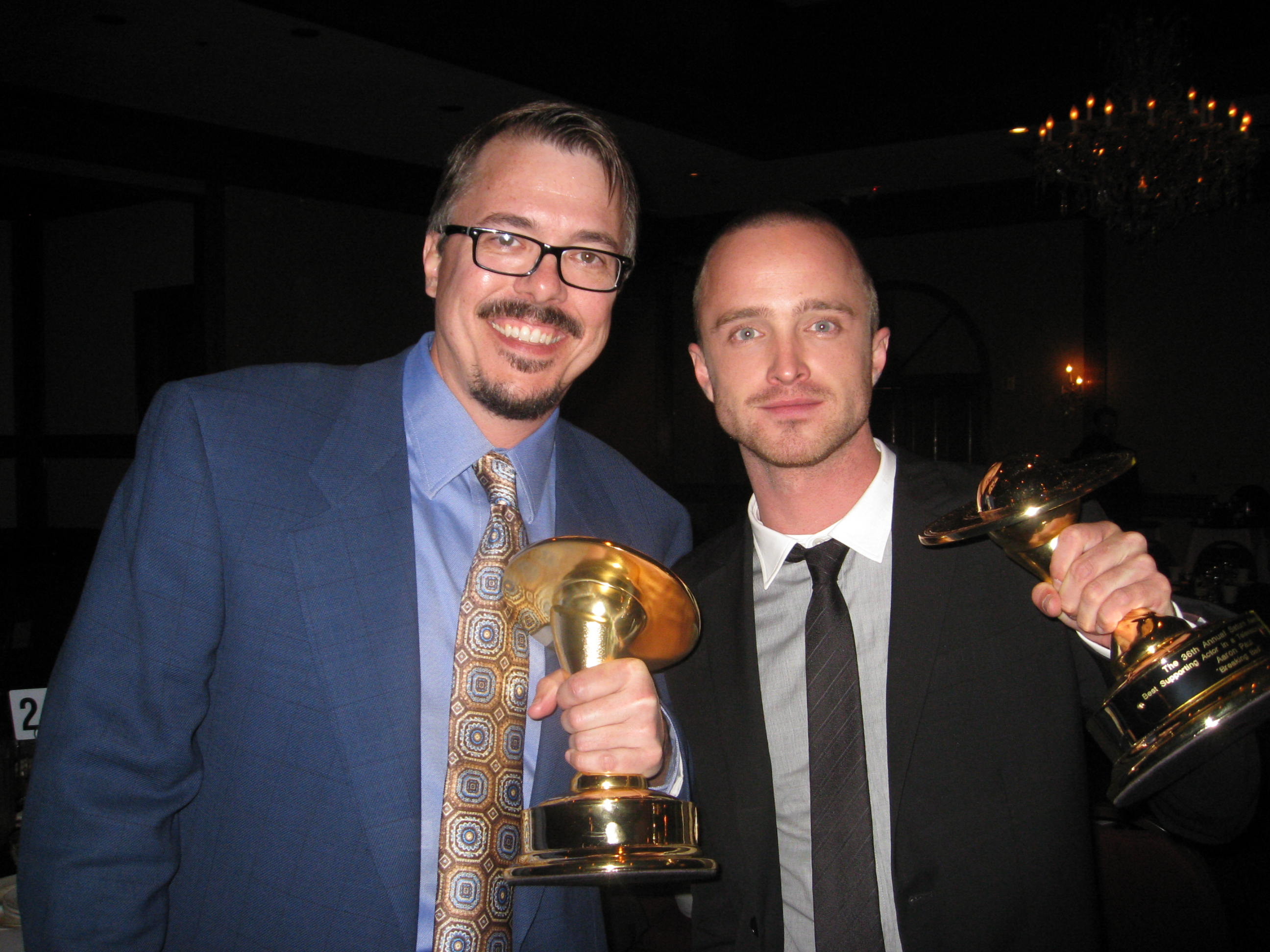
Vince Gilligan und Aaron Paul bei den 36th Annual Saturn Awards, 2010

- 1989: Virginia Governor’s Screenwriting Award für den Film Verliebt in Sally als Drehbuchautor
- 2008, 2009: TCA Award-Nominierung der Serie Breaking Bad als Produzent
- 2010, 2012, 2013, 2014: TCA Award für die Serie Breaking Bad als Produzent
- 2009: Saturn Award-Nominierung der Serie Breaking Bad als Produzent
- 2010, 2011, 2012, 2013: Saturn Award für die Serie Breaking Bad als Produzent

Writers Guild of America Award
- 2008: WGA Award für die Folge Pilot (Breaking Bad) als Drehbuchautor
- 2009, 2010: WGA Award-Nominierung der Serie Breaking Bad als Produzent
- 2011: WGA Award für die Folge Box Cutter (Breaking Bad) als Drehbuchautor
- 2011, 2012, 2013: WGA Award für die Serie Breaking Bad als Produzent

Satellite Award
- 1996: Satellite Award für die Serie Akte X als Produzent
- 1997, 1998: Satellite Award-Nominierung der Serie Akte X als Produzent
- 2009, 2010, 2013: Satellite Award für die Serie Breaking Bad als Produzent
- 2011, 2012: Satellite Award-Nominierung der Serie Breaking Bad als Produzent

Golden Globe Award
- 1997, 1998: Golden Globe Award der Serie Akte X als Produzent
- 1999: Golden Globe Award-Nominierung der Serie Akte X als Produzent
- 2013: Golden Globe Award-Nominierung der Serie Breaking Bad als Produzent
- 2014: Golden Globe Award für die Serie Breaking Bad als Produzent

Emmy
- 1997, 1998: Emmy Award-Nominierung der Serie Akte X als Produzent
- 1997: Emmy Award-Nominierung der Folge Memento Mori (Akte X) als Drehbuchautor
- 2008: Emmy Award-Nominierung der Folge Pilot (Breaking Bad) als Regisseur
- 2009, 2010, 2012: Emmy Award-Nominierung der Serie Breaking Bad als Produzent
- 2012: Emmy Award-Nominierung der Folge Von Angesicht zu Angesicht (Breaking Bad) als Drehbuchautor
- 2013, 2014: Emmy Award für die Serie Breaking Bad als Produzent
- 2014: Emmy Award-Nominierung der Folge Felina (Breaking Bad) als Drehbuchautor

Die Serie Breaking Bad, die Vince Gilligan entwickelte, erhielt eine Vielzahl weiterer Nominierungen und Preise.